# Yoshihiko Matsuoka
Yoshihiko Matsuoka (松岡 良彦 Matsuoka Yoshihiko?,  nacido el 29 de julio de 1977 en Hyogo) es un exfutbolista japonés. Jugaba de delantero y su último club fue el Vissel Kobe de Japón.

## Trayectoria

### Clubes
| Club        | País  | Año         |
| ----------- | ----- | ----------- |
| Vissel Kobe | Japón | 1996 - 1997 |